# Kalmar (đô thị)

Đô thị Kalmar (Kalmar kommun) là một đô thị ở hạt Kalmar, southeastern Thụy Điển. Thủ phủ là thành phố Kalmar.
Đô thị hiện nay đã được lập năm 1971, khi thành phố Kalmar đã được hợp nhất với 5 đô thị nông nghiệp xung quanh. Đô thị này bao gồm 15 đơn vị chính quyền địa phương gốc.

## Các đơn vị dân cư trực thuộc
Có 15 khu vực đô thị (cũng gọi là Tätort hay đơn vị địa phương) ở đô thị Kalmar.
Bảng dưới đây liệt kê các đơn vị trực thuộc của đô thị này theo quy mô dân số thời điểm 31 tháng 12 năm 2005. Thủ phủ được bôi đậm.
| #  | Địa phương  | Dân số |
| -- | ----------- | ------ |
| 1  | Kalmar      | 35,170 |
| 2  | Lindsdal    | 5,520  |
| 3  | Smedby      | 3.530  |
| 4  | Rinkabyholm | 1.555  |
| 5  | Ljungbyholm | 1.461  |
| 6  | Trekanten   | 1.268  |
| 7  | Rockneby    | 880    |
| 8  | Läckeby     | 862    |
| 9  | Påryd       | 657    |
| 10 | Hagby       | 651    |
| 11 | Vassmolösa  | 544    |
| 12 | Tvärskog    | 409    |
| 13 | Dunö        | 384    |
| 14 | Halltorp    | 292    |
| 15 | Boholmarna  | 272    |